# ودي بول
ودي بول (بالإنجليزية: Woody Paul)‏ هو عازف كمان ‏ أمريكي، ولد في 23 أغسطس 1949 في ناشفيل في الولايات المتحدة.

## وصلات خارجية
- ودي بول على موقع ميوزك برينز (الإنجليزية)
- ودي بول على موقع ديسكوغز (الإنجليزية)